# Quentin Dolmaire
Quentin Dolmaire (Ouagadougou, 18 febbraio 1994) è un attore francese.

## Biografia
Allievo del cours d'art dramatique René-Simon, Dolmaire ha ottenuto il ruolo da protagonista nel film di Arnaud Desplechin I miei giorni più belli (Trois souvenirs de ma jeunesse), in cui interpreta Paul Dédalus nella sua tarda adolescenza, mentre Mathieu Amalric interpreta lo stesso personaggio nella mezza età.

## Filmografia
- I miei giorni più belli (Trois souvenirs de ma jeunesse), regia di Arnaud Desplechin (2015)
- Quello che so di lei (Sage Femme), regia di Martin Provost (2017)
- Il mio Godard (Le redoutable), regia di Michel Hazanavicius (2017)
- Un violent désir de bonheur, regia di Clément Schneider (2018)
- L'amour est une fête, regia di Cédric Anger (2018)
- L'Autre sur ma tête, regia di Julie Colly (2018)
- Ulysse et Mona, regia di Sébastien Betbeder (2018)
- Synonymes, regia di Nadav Lapid (2019)
- Je voudrais que quelqu'un m'attende quelque part, regia di Arnaud Viard (2019)
- Fifi, regia di Jeanne Aslan e Paul Saintillan (2022)
- Le Processus de paix, regia di Ilan Klipper (2023)

## Doppiatori italiani
Nelle versioni in italiano nelle opere in cui ha recitato, Quentin Dolmaire è stato doppiato da:
- Giuseppe Ippoliti in I miei giorni più belli
- Flavio Aquilone in Quello che so di lei